# Gare de Chinon
Gare de Chinon – stacja kolejowa w Chinon, w departamencie Indre i Loara, w Regionie Centralnym, we Francji.
Jest stacją Société nationale des chemins de fer français (SNCF), obsługiwaną przez pociągi TER Centre i TER Poitou-Charentes.